# ماچاکالیس
ماچاکالیس (به پرتغالی: Machacalis) یک منطقهٔ مسکونی در برزیل است که در میناز ژرایس واقع شده‌است. ماچاکالیس ۷٬۱۱۱ نفر جمعیت دارد و ۲۸۵ متر بالاتر از سطح دریا واقع شده‌است.